# ليسترية
اللستيريا هي جنس من البكتيريا وتضم 10 أنواع كل منها يحتوي على نويعين (تحت نوع). سميت نسبة إلى الجراح جوزف ليستر وقد اكتسب الجنس اسمه الحالي عام 1940.
في عام 2014 اكتشف 5 أنواع أخرى. وكل سلالات الليستيريا هي موجبة الغرام.
والإصابة بها تسبب الإسهال، وقد يكون أعراضها مماثلة لأعراض الإنفلونزا ممثلة في الحرارة العالية وأوجاع العضلات والقيء.

## الإصابة بها
يمكن الإصابة بها من تناول حليب فاسد أو لحم غير مطبوخ ( وعلى الأخص اللحم المفروم النيء) ومن بعض الخضروات غير المطبوخة وغير المغسولة أو المغسولة بماء ملوث.
قد تؤدي الإصابة بها بحسب حالة الإنسان الصحية أو ضعف مناعتهِ إلى أعراض أكثر شدة وخطورة، مثل تسمم الدم أو ألتهاب غشاء الدماغ الخطير (التهاب السحايا) . ويجب حماية الطفل المولود منها.

## طرق الوقاية منها
- أن يكون اللحم مطبوخا أو محمرا تماما.
- الحليب الطازج يجب تسخينه حتى درجة الغلي قبل تناوله.
- الحفاظ على اللحم والمأكولات والمثلجات في الثلاجة عند درجة حرارة تحت 7 درجة مئوية.
- امتناع النساء الحوامل من تناول الحليب الطازج غير المغلى والجبن الطازج وقشرتها.

## روابط خارجية
- Listeriosis على مشروع الدليل المفتوح
- Listeria genome at PATRIC, funded by the المعهد الوطني للحساسية والأمراض المعدية

## اقرأ أيضا
- إشريكية قولونية